# Teatro Onigo
Il Teatro Onigo (denominato anche Teatro Grande, poi Astori, e dal 1846 Teatro della Società o Sociale) era un teatro di Treviso, già situato a fianco alla residenza cittadina della famiglia Onigo, nel luogo oggi occupato dal Teatro comunale Mario Del Monaco.

## Storia
Il teatro Onigo, il più antico teatro stabile cittadino dopo quello, di dimensioni assai ridotte, di Santa Margherita (inaugurato tra il 1678 e il 1682), fu voluto dal nobile trevigiano Fiorino Onigo, proprietario di vari terreni in contrada San Martino. Dopo il ritiro dello sfortunato appalto stipulato con Francesco Maestri, il quale aveva disatteso all'impegnato a demolire le "case già dirupate e disabitate" che si trovavano nel luogo e a costruire "un Teatro da Opera, ossia da Commedia" che avrebbe potuto liberamente gestire per dieci anni corrispondendo un affitto annuo di 25 ducati, Fiorino Onigo dovette completare a proprie spese la costruzione del teatro. I lavori si protrassero dal 1690 al 1692, anno in cui, in ottobre, iniziava l'attività con la Rosiclea di Giovanni Frezza.
L'iniziativa rispondeva alle necessità della società trevigiana, ma anche dei nobili veneziani che nella stagione autunnale si trasferivano nelle numerose ville circostanti.
Le stagioni si susseguirono con una certa discontinuità fino al 1714, anno in cui l'attività fu definitivamente interrotta, pare per ragioni economiche. Inutilizzato, il complesso venne abbandonato all'incuria (nessun intervento è documentato nei cinque decenni successivi).
Nuovo impulso all'attività operistica trevigiana, nel frattempo continuata presso il teatro inaugurato l'11 ottobre 1721 dal veneziano Vettore Dolfin, fu dato da Camillo Donà: nel 1762 il nobile trevigiano inoltrò una richiesta al Consiglio dei Dieci per costruire un nuovo teatro. La normativa allora vigente imponeva però una rigida proporzione tra il numero di abitanti della città e quello dei teatri e la presenza dell'antico teatro Onigo, seppur non in attività, ostava alla costruzione di un nuovo edificio. Posto di fronte all'alternativa di riprendere l'attività del teatro avito o di chiuderlo definitivamente, Guglielmo Onigo, nipote di Fiorino, optò per la seconda ricevendo l'8 marzo dell'anno successivo una Ducale favorevole.
La notizia che il teatro Onigo, dopo i necessari lavori di recupero, sarebbe ritornato in attività suscitò gravi preoccupazioni a Giustina Bragadin Dolfin, la quale aveva ricevuto l'omonimo teatro per via ereditaria, ma l'opposizione di costei fu vana: una perizia del 16 maggio attestava che l'Onigo, seppur in rovina, esisteva ancora, "coi suoi Muri, Coperto, Scena e Palchi".
Guglielmo Onigo affidò il progetto del nuovo edificio a due diversi architetti: Antonio Galli da Bibbiena, discendente da una famosa famiglia di architetti, pittori e scenografi, si occupò della sala e della scena, l'allievo di Francesco Maria Preti e membro della schola riccatiana Giovanni Miazzi disegnò invece la facciata e l'atrio; a quest'ultimo fu inoltre affidata la direzione dei lavori del cantiere. I lavori si conclusero nel 1765 e l'anno successivo il teatro Onigo fu reinaugurato con la prima del Demofoonte di Pietro Alessandro Guglielmi.
Il calo delle entrate causato dal divieto di giocare d'azzardo nei ridotti dei teatri di Venezia e di provincia provocò una crisi finanziaria cui si tentò di rimediare ricorrendo a sovvenzioni o affidandosi ad affittuari, come nel caso dei fratelli Alberto e Giammaria Astori (1788-91). La caduta della Serenissima e la successiva precaria situazione politica, durante la quale il ridotto era diventato uno strumento di propaganda politica, aggravarono la situazione, portando a lunghi periodi di inattività.
Nella prima metà del XIX secolo il teatro ospitò, tra l'altro, festeggiamenti per il matrimonio di Napoleone, tre serate in onore di Paganini e ricevimenti degli imperatori Ferdinando e Francesco I e del Viceré Arciduca Ranieri.
Alla morte di Guglielmo, la proprietà passò prima al figlio Gerolamo, quindi al nipote, anch'egli chiamato Guglielmo. Fu quest'ultimo, a causa delle ormai insostenibili spese, a gestire la cessione del teatro alla Società dei palchettisti, riservandosi la carica di presidente perpetuo dell'organo di gestione dell'ente e la piena proprietà di tre palchi, tra cui quello centrale di secondo ordine. Le prime trattative, avviate nel 1834, portarono alla firma, nell'anno successivo, dell'Istromento d'Enfiteusi e alla definitiva denominazione, dopo lunghe trattative, il 17 ottobre 1846, di teatro di Società, o teatro Sociale. I sessantacinque palchettisti potevano tener, goder, posseder, ceder, donar, alienar a cuique liberamente e in perpetuo il proprio palco.
Importanti lavori, diretti da Francesco Bagnara, avevano interessato la sala tra il 1834 e il 1836. In occasione del definitivo passaggio di proprietà dagli Onigo alla Società dei palchettisti, si provvide invece al restauro della facciata, alla chiusura del portico, inglobato nell'atrio e alla ricostruzione delle scale.
L'attività procedette regolarmente per oltre un ventennio fino al 2 ottobre 1868, giorno in cui un imponente incendio distrusse la sala, il ridotto e la torre scenica. Dell'antico teatro Onigo rimane oggi solo la facciata.

## Architettura
Dell'edificio voluto da Fiorino Onigo non si conoscono né il progettista né l'aspetto.

## Prime rappresentazioni assolute
- Rosiclea di Giovanni Frezza, 1692.
- Il più infedel tra gli amanti, musica di Tomaso Albinoni, libretto di Angelo Schietti, 1731.
- Demofoonte di Pietro Alessandro Guglielmi, libretto del Metastasio, 1766.